# Chivor

Localização de Chivor no departamento de Boyacá.

Chivor é um município no departamento de Boyacá, na Colômbia.